# Aéroport de Lyon-Bron
Pour les articles homonymes, voir Aéroport de Lyon.
L'aéroport de Lyon-Bron est un aéroport français d'affaires situé 10 km à l'est du centre de Lyon, sur les communes de Chassieu et de Saint-Priest.

## La genèse
Dès 1907, à Villeurbanne au lieu-dit la Poudrette, entre la route de Genas au sud et la ligne de chemin de fer de Lyon à Saint-Génix-d'Aoste, se développe une activité d'aéroplane. Du 7 au 15 mai 1910, la grande semaine de Lyon-aviation va attirer en effet 100 000 visiteurs.
Le succès de cette fête internationale devait encourager les pionniers locaux, puisqu'un comité actif présidé par Michel Lacroix, adjoint au maire de Bron, put rapidement convaincre le maire de Lyon, la préfecture du Rhône et le gouverneur militaire que des terrains à faible rendement agricole pouvaient être rassemblés à peu de frais entre la route de Grenoble au sud, le chemin Saint-Jean au nord, le fort de Bron à l'ouest. Les 12 et 13 novembre 1910, un meeting est organisé sur ces terrains à l'occasion de l'inauguration officielle de l'École nationale d'Aviation qui avait édifié deux, puis quatre hangars en bois à portes rabattantes.
Dès 1912, l'armée, qui commençait à s'intéresser à l'aéroplane, détache à l'école de Bron des officiers et des sous-officiers. En 1913, des détachements d'aérostiers et des mécaniciens venant de Versailles, Privas et Épinal s'installent. Les hommes sont hébergés au fort de Bron.
Pendant la guerre de 1914-1918, Bron devient aérodrome d'essais des prototypes destinés à l'armée et les constructeurs, repliés de Paris, développent les industries aéronautiques. En décembre 1915, le pionnier et constructeur Gaston Caudron se tue lors d'un essai de bimoteur.

## Les premières lignes aériennes
Le 24 février 1920, à la demande du service de la navigation aérienne, le ministre de l'Aéronautique prescrit l'acquisition de terrains à Chassieu contigus au terrain d'aviation de Bron, en vue de la création d'une halte aérienne civile.
En juin 1924, un service aérien Lyon-Genève-Lausanne est mis en place par la société suisse Aéro-Lausanne et fonctionne tout l'été. Le 25 mai 1926, la ligne aérienne Paris-Lyon-Marseille est inaugurée. En 1927, le mouvement annuel de l'aéroport de Bron s'élève à 2 294 passagers et 13 tonnes de messageries ainsi que 2 tonnes de courrier postal. En 1929, la ligne Genève-Lyon-Clermont-Bordeaux est mise en service.
Le 14 décembre 1930, l'aérogare, construite par l'architecte Antonin Chomel, est inaugurée en grande pompe par les autorités nationales et régionales. Sa mise en service a lieu le 8 février 1932. Cet aéroport de conception très moderne devient un lieu de promenade pour les lyonnais.
L'aérogare accueillait alors un bureau de presse international, une boutique de souvenirs, un restaurant, de type buffet, un bar, un bureau de poste et un office de tourisme.
L'entre-deux-guerres est une période propice au développement de l'aéroport avec des lignes aériennes.
En 1935, Lyon Bron est relié par des lignes directes à Aix-Chambéry, Clermont-Ferrand (escale pour Bordeaux), Dijon, Genève (escale pour la Suisse et l'Allemagne), Marseille (escale pour l'Afrique du nord), Nice, Paris (escale pour l'Angleterre, la Belgique et les Pays-Bas et correspondances toutes compagnies) et Perpignan (escale pour l'Algérie).
De 1942 à 1944, l'aéroport de Bron est occupé par l'armée allemande. Entre le 17 et le 23 août 1944, 109 résistants et juifs, évacués de la prison Montluc sur ordre de Klaus Barbie, y seront exécutés. De novembre 1944 à mars 1945, des B-26 Marauder des armées alliées effectuent des missions de bombardement sur l'Allemagne depuis Lyon-Bron.
En 1947, Lyon Bron est relié par des lignes directes à Alger, Clermont-Ferrand, Genève, Marseille, Nice, Orange, Paris-Le Bourget, Perpignan et Vichy.

## L'aéroport moderne
À partir de 1957, l'aérogare civile est totalement reconstruite. En 1959, d'importantes installations sont inaugurées (elles sont visibles encore aujourd'hui, collées à l'arrière du magasin Castorama, la partie de 1932 a été détruite en 1988). La piste est allongée côté Sud au début des années 1960, ce qui a pour conséquence de dévier la route nationale 6 sur environ 1 km.

### Lignes régulières
En 1960, Lyon Bron est relié par des lignes directes à :  
- France : Ajaccio, Bordeaux, Grenoble, Marseille, Mulhouse, Nice, Paris-Le Bourget, Paris-Orly, Strasbourg et Vichy ;
- International : Alger, Bône (Annaba), Casablanca, Dublin, Genève, Londres, Oran, Philippeville (Skikda), Rabat, Tunis et Turin.

Une intense activité aérienne s'organise vers l'Afrique du Nord dès l'après-guerre. En 1964, l'activité de l'aéroport de Bron se solde par 6 383 départs et 6 370 arrivées, ainsi que 117 769 passagers au départ et 127 127 à l'arrivée. Cette même année, deux gigantesques allées couvertes sont construites pour relier les terminaux aux avions, elles permettent d'augmenter la capacité de traitement en voyageurs. Une petite portion de ces passages est encore visible derrière le magasin Castorama, servant de parking couvert.
En 1966, ouvre la première ligne long-courrier régulière. En 1969, l'aérogare est agrandie à l'Est, et une nouvelle tour de contrôle est construite. En 1972, Lyon-Bron passe le cap du million de voyageurs. En 1973, une ligne est ouverte entre Lyon et Le Caire avec Air France.
En 1974, Lyon Bron est relié par des lignes directes à : 
- France : Ajaccio, Angers, Angoulême, Bastia, Bordeaux, Clermont, Lille, Limoges, Marseille, Metz, Montpellier, Nancy, Nantes, Nice, Rennes, Paris-Le Bourget, Paris-Orly, Poitiers, Reims, La Rochelle, Rouen, Saint-Étienne, Strasbourg, Toulon, Toulouse et Tours ;
- International : Abidjan, Alger, Athènes, Bâle, Barcelone, Belgrade, Bruxelles, Le Caire, Casablanca, Constantine, Cotonou, Dakar, Dublin, Düsseldorf, Francfort, Londres, Madrid, Milan, Oran, Palma, Rabat, Tanger, Tunis, Zagreb et Zurich.

La décision de construire un nouvel aéroport est prise à la fin des années 1960, afin de pallier la saturation progressive de l’aéroport de Lyon-Bron. En 1975, dans la nuit du 19 au 20 avril, l'ensemble des activités aéroportuaires est transféré de l'aéroport de Lyon-Bron à Satolas. En 1977, la piste est raccourcie de presque un kilomètre et la piste secondaire en herbe, située à l'ouest du hangar 6, est fermée. Le domaine de l'aérogare est cédé progressivement à des entreprises du secteur privé.
Entre 1924 et 1981, de nombreuses compagnies aériennes ont été implantées à Bron, parmi lesquelles Aer Lingus, Aéro-Lausanne, Aigle Azur, Air Afrique, Air Algérie, Air Alpes, Air Bleu, Air Champagne Ardenne, Air Dauphiné, Air France, Air Inter, Air Orient, Air Union, Ala Littoria, Alitalia, Balair, BEA, British Eagle, CMA Air-Lines, Iberia, Lufthansa, Royal Air Maroc, Sabena, Saturn Airways, TAI, TAT, Tunisair, UTA, etc.

### Aéroport d'affaires
En 1981, les dernières lignes régulières quittent Bron pour Satolas.
L'aéroport de Lyon-Bron accueille depuis 1987 une base de la compagnie aérienne d'aviation d'affaires Pan Européenne Air Service, dont le siège est à l'aéroport de Chambéry-Savoie.
En 2009, le directeur de l'aéroport Éric Dumas déclare que Lyon-Bron a l'ambition de devenir un aéroport d'affaires prédominant en Europe. Après la réfection complète de sa piste d'atterrissage principale, l'aéroport poursuit sa modernisation et déploie de nouveaux services à l'attention d'une clientèle d'entreprises et de compagnies aériennes exigeantes. L'objectif est de passer le cap des 10 000 mouvements d'avions en 2012.
Les réalisations récentes sont les suivantes :
- un hangar SAMU 69 a également été construit, il accueille une base hélicoptère et des équipes d'intervention de secours ;
- le hangar H8, inauguré fin 2009, d'une capacité de 3 000 m2, abrite désormais des avions d'affaires et des activités connexes ;
- le nouveau hangar pompiers est inauguré le 25 juin 2012.

L'aéroport de Lyon-Bron est aujourd'hui le troisième aéroport d'affaires de France, après le Bourget à Paris et Cannes-Mandelieu. Il reste 140 hectares conservés pour l'aviation d'affaires et l'aviation amateur et un important héliport est également installé.

#### Statistiques
Depuis 2002, l'aéroport de Lyon-Bron voit passer en moyenne environ 11 000 passagers par an.
| Année | Passagers | Mouvements commerciaux | Mouvements non commerciaux | Fret (t) |
| ----- | --------- | ---------------------- | -------------------------- | -------- |
| 2020  | 6 771     | 1 685                  | -                          | -        |
| 2019  | 12 192    | 4 072                  | -                          | -        |
| 2018  | 6 806     | 3 668                  | -                          | -        |
| 2017  | 6 972     | 3 018                  | 36 471                     | -        |
| 2016  | 12 993    | 8 157                  | 36 471                     | -        |
| 2015  | 10 957    | 7 228                  | 39 461                     | -        |
| 2014  | 11 523    | 6 494                  | 48 200                     | -        |
| 2013  | 11 331    | 9 974                  | 45 433                     | -        |
| 2012  | 11 619    | 6 223                  | 54 718                     | 210      |
| 2011  | 11 338    | 6 308                  | 57 063                     | 3        |
| 2010  | 12 158    | 6 750                  | 60 484                     | 2        |
| 2009  | 10 290    | 6 671                  | 62 557                     | 2        |
| 2008  | 14 197    | 7 198                  | 62 786                     | 2        |
| 2007  | 13 132    | 7 191                  | 59 729                     | 5        |
| 2006  | 10 924    | 6 285                  | 55 155                     | 6        |
| 2005  | 11 211    | 5 428                  | 56 114                     | 3        |
| 2004  | 11 603    | 5 025                  | 52 852                     | 5        |
| 2003  | 13 885    | 4 500                  | 55 319                     | 8        |
| 2002  | 9 213     | 4 203                  | 52 326                     | 3        |
| 2001  | -         | 6 360                  | 43 379                     | -        |
| 2000  | -         | 5 024                  | 65 446                     | -        |

### Projets
Au changement de direction, Éric Dumas, directeur de l'aéroport jusqu'à fin 2012 et remplacé en mars 2013 par Didier Pianelli, soulignait le commencement de projets beaucoup plus importants comme la construction de 15 000 m2 supplémentaires de hangars dédiés à l'aviation d'affaire et à la maintenance mais aussi au renforcement du pôle tertiaire et commercial, complété par l'arrivée de sièges sociaux d'entreprises. À l'ouest du site, la zone occupée par des grandes surfaces comme Castorama ou Botanic devrait être repensée en raison du passage en son centre du futur Boulevard Urbain Est, facilitant ainsi la desserte de la plateforme.

### Logotype
- Evolution du logotype de l'aéroport de Lyon-Bron
- logo années 1960 et 1970
- logo jusqu'en 2000
- logo de 2000 à 2008
- logo depuis 2008

## Accidents mortels
Plusieurs accidents ont directement ou indirectement touché l'aéroport de Lyon-Bron.
Le 10 décembre 1915 l'avionneur Gaston Caudron se tue avec le mécanicien Jaumes et le dessinateur Desmarais, alors qu'il effectue un vol d'essai avec un Caudron R.4.
Le 6 juillet 1952 l'aviatrice Maryse Bastié fait partie des 7 morts dans l'écrasement d'un Noratlas en démonstration lors d'un meeting aérien.
Le 12 août 1963, le vol IT 2611 d'Air Inter entre Lille et Nice avec escale à Lyon assuré par un Vickers Viscount 708 s'écrase en début d'après-midi à Tramoyes dans le sud-ouest du département de l'Ain lors de son approche de l'aéroport de Lyon-Bron, situé à une quinzaine de kilomètres de là tuant 17 personnes dont une au sol.
Le 27 octobre 1972, le vol IT 696 Y d'Air Inter assuré par un Vickers Viscount au départ de Lyon-Bron s'écrase dans les monts du Forez, à proximité de Noirétable dans la Loire, lors de son approche de l'aéroport de Clermont-Ferrand, tuant 60 personnes.
2011 reste aussi une année noire avec 3 morts, alors que ce nombre baisse depuis dix ans au niveau national (28 accidents mortels en 2001, contre 15 en 2010). Le 17 juillet, un pilote et sa fille trouvent la mort juste après leur décollage de l’aéroport de Lyon-Bron à bord d'un avion de collection North American T-6 Texan. Le 9 novembre, un homme d’affaires alsacien, tentant de rejoindre l’aéroport de Bron à bord d'un TBM 700, s’écrase à Décines-Charpieu dans un bassin de rétention d’eau vraisemblablement pour éviter les habitations.
Le 24 septembre 2013, à 8h44 heure locale, un Cessna 421 avec quatre personnes à son bord s'écrase en bordure de piste après le décollage, à cause d'une erreur de pilotage.

## Dans la culture
- 1944 : Le Ciel est à vous de Jean Gremillon, dans le film les séquences représentant l'aéroport de  Marseille ont en réalité été tournées sur l'aérodrome de Lyon-Bron.

 Sauf indication contraire ou complémentaire, les informations mentionnées dans cette section proviennent du générique de fin de l'œuvre audiovisuelle présentée ici.
- 1973 : L'Horloger de Saint-Paul de Bertrand Tavernier.